# Источник молодости (картина)
«Источник молодости» — картина немецкого художника Лукаса Кранаха Старшего, написанная в 1546 году. Находится в Берлинской картинной галерее, куда перешла из собрания прусских королевских дворцов.
На картине изображён фонтан, символизирующий легендарный источник вечной молодости. Слева в него входят старухи, омолаживаются в нём во время купания и выходят справа юными красавицами, предаваясь весёлому застолью и танцам. Кранах представляет этот сказочный образ с высокой степенью детализации, передающей подлинную средневековую культуру купания, её тесную связь с чувственными наслаждениями и верование в способность определённых источников приносить исцеление и омоложение, идущее из религиозных обрядов крещения. Внизу по центру изображён маленький крылатый змей в полёте (торговая марка мастерской Кранаха) и дата написания картины.
Фон представляет собой фантастический скалистый пейзаж с неправдоподобными перспективами и пропорциями. В центре его расположился средневековый город с каменным арочным мостом над рекой. В левом верхнем углу виден миниатюрный замок, словно свешивающийся с утёса. Чуть правее центра — величественный горный хребет, окружённый пышными полями и фруктовыми деревьями. Композиция фона определяется бесплодными скалами слева, символизирующими старость, и густым зелёным лесом справа — метафорой юности. Квадратный бассейн с ведущими к нему ступенями показан под высоким углом сверху. В середине него — колоннообразный фонтан, увенчанный фигурами Венеры и Амура, ассоциирующими купание с силой любви. Фонтаны были популярным мотивом в средневековом искусстве, позволяющим обыгрывать разнообразные жанровые сцены и использовать обнажённую натуру.
Неприглядность пожилых женщин, изображение которых крайне нетипично для живописи того времени, намеренно противопоставлена степенной благовидности стариков. Посещение бассейна исключительно женщинами отражает представление об естественном омоложении мужчин после их связи с юными девами, хотя в реальности к подобным «целебным» источникам стремились люди обоих полов. Примечательно, что воды фонтана даруют женщинам не только молодость, но и красоту, отвечающую идеалу той эпохи, — длинные золотистые волосы, слегка выпуклый живот и фигура, состоящая исключительно из плавных изгибов: углы скруглены настолько, что девы кажутся похожими на лишённых костей сирен.
Атрибуция картины не является общепризнанной. По разным версиям её автором называли как Лукаса Кранаха Старшего, так и его сына; к работе могли быть привлечены другие работники мастерской Кранаха. Считается, что картина была выполнена по заказу неизвестного клиента.